# Жопа (альбом)
«Жо́па» — четвёртый студийный альбом рок-группы «АукцЫон». Впервые был выпущен в 1990 году в урезанном виде под названием «Дупло». При переиздании в 1992 году альбом получил своё нынешнее название.

## История
17 октября 1989 года в дневнике Владимира Весёлкина появилась запись: «Фёдоров говорил о Стасе Намине. Требование Лёни — запись до января 1990 года». Альбом был записан через несколько месяцев на студии «SNC».
10 декабря 2010 года в концертном зале «Мир» в Москве состоялся юбилейный концерт «20 лет „Жопе“».
30 декабря 2011 года издательство «Геометрия» выпустило переиздание с бонусами: записями выступлений «АукцЫона» в Театре на Фонтанке (20.01.1990) и в Тольятти (08.09.1990), на VIII Ленинградском рок-фестивале (12.03.1991) и на фестивале «Рок чистой воды» в Волгограде (22.05.1990).

## Название альбома
Весной 1989 года группа выступала на фестивале во французском городе Бурже, где Владимир Весёлкин во время выступления обнажил на сцене ягодицы. Из-за этого случая 8 апреля того же года в газете «Советская культура» появилась статья «Как распродаёт себя АукцЫон» под авторством К. Молчановой, рассуждавшая «о чувстве собственного достоинства исполнителей, об их личной ответственности за содеянное» и резко критиковавшая поведение шоумена.
Тем не менее, «перестройка» к тому моменту уже зашла «достаточно далеко», и серьёзных репрессий публикация не вызвала. Наоборот, «АукцЫон» получил внимание от рок-сообщества тогдашнего времени, объединившегося перед лицом проявившего агрессию «тоталитарного социума» и вставшего на защиту группы. В результате группа решила дать альбому название «Жопа», хотя для этого у неё было и более формальное основание — данное слово фигурирует во включённой в альбом песне «Немой»:
...Страна слова и дела,
Страна духа и тела,
Только
Нужно быть красивым, как живой...
Жопа!
Альбом был издан на виниловых пластинках в 1990 году под названием «Дупло». В издание по техническим причинам не были включены песни «Колпак» и «Выжить». По одной версии, название предположительно было придумано Михаилом Раппопортом, по другой — Николаем Рубановым.

## Тематика песен
По словам кандидата филологических наук Виталия Гаврикова, альбом насыщен песнями тоталитарного и около тоталитарного характера, при этом отмечая то, что «АукцЫон» — это «группа, чаще всего ориентированная на выражение чего-то мистического», что, по его мнению, расширяет рамки тоталитарности. В качестве примера была выбрана песня «Немой», в которой также присутствуют несколько тоталитарных тем, а именно, страх, злорадство, смерть, немота, молчаливость, выживание, симуляция / суррогат и страдание.

## Список композиций
Все тексты написаны Олегом Гаркушей (за исключением текста песни «Ябеда», написанного Дмитрием Озерским), вся музыка написана Леонидом Фёдоровым.
| №                   | Название            | Длительность |
| ------------------- | ------------------- | ------------ |
| 1.                  | «Пионер»            | 5:12         |
| 2.                  | «Немой»             | 5:19         |
| 3.                  | «Боюсь»             | 5:56         |
| 4.                  | «Ябеда»             | 4:33         |
| 5.                  | «Самолёт»           | 6:14         |
| 6.                  | «Любовь»            | 5:54         |
| 7.                  | «Вру»               | 5:33         |
| 8.                  | «Убьют»             | 4:20         |
| Общая длительность: | Общая длительность: | 42:56        |

| №                   | Название            | Длительность |
| ------------------- | ------------------- | ------------ |
| 1.                  | «Колпак»            | 6:00         |
| 2.                  | «Немой»             | 5:23         |
| 3.                  | «Пионер»            | 5:27         |
| 4.                  | «Боюсь»             | 6:01         |
| 5.                  | «Ябеда»             | 4:38         |
| 6.                  | «Самолёт»           | 6:19         |
| 7.                  | «Любовь»            | 6:03         |
| 8.                  | «Вру»               | 5:36         |
| 9.                  | «Выжить»            | 5:03         |
| 10.                 | «Убьют»             | 4:27         |
| Общая длительность: | Общая длительность: | 54:55        |

## Участники записи
- Борис Шавейников — барабаны, перкуссия;
- Виктор Бондарик — бас, перкуссия, синтезатор;
- Павел Литвинов — перкуссия;
- Дмитрий Матковский — гитара;
- Дмитрий Озерский — синтезатор, подпевки;
- Кирилл Миллер — художник;
- Николай Рубанов — саксофон, синтезатор;
- Леонид Фёдоров — вокал, гитара, перкуссия, подпевки;
- Олег Гаркуша — вокал[2];
- Дмитрий Кутергин (группа «Ночной проспект») — электроскрипка;
- Владимир Весёлкин — женский голос;
- Олег Сальхов — звукорежиссёр;
- Михаил Раппопорт — помощник звукорежиссёра.